# Brenda Holloway
Brenda Holloway, född 26 juni 1946 i Atascadero, Kalifornien, är en amerikansk soulsångare. Under 1960-talet var hon kontrakterad hos skivbolaget Motowns underbolag Tamla och är främst känd för låtarna "Every Little Bit Hurts" (1964), "When I'm Gone" (1965), och "You've Made Me So Very Happy" (1967). Den sistnämnda blev 1969 en stor hit för musikgruppen Blood, Sweat & Tears.